# Muszyna
Muszyna (łac. Mussina, rusiń. Мушына) – miasto w Polsce położone w województwie małopolskim, w powiecie nowosądeckim, siedziba gminy miejsko-wiejskiej Muszyna. Muszyna posiada status miejscowości uzdrowiskowej z licznymi odwiertami i rozlewniami wód mineralnych. Znajdują się tam pijalnie wody mineralnej, sanatoria uzdrowiskowe, baseny oraz parki.
Miasto biskupstwa krakowskiego w powiecie sądeckim w województwie krakowskim w końcu XVI wieku.

## Położenie geograficzne
Muszyna położona jest na wysokości około 450 m n.p.m. w dolinie rzeki Poprad i dwóch jej dopływów: potoków Szczawnik i Muszynka. Główna część miejscowości znajduje się na prawym brzegu Popradu, niewielka część zwana Zapopradziem znajduje się w jego zakolu na lewym brzegu. Muszyna znajduje się w odległości ok. 5 km od granicy ze Słowacją oraz w odległości około 11 km od Krynicy-Zdroju. Pod względem geograficznym znajduje się w trzech mezoregionach: Beskid Sądecki, Góry Leluchowskie i Góry Lubowelskie.

## Historia

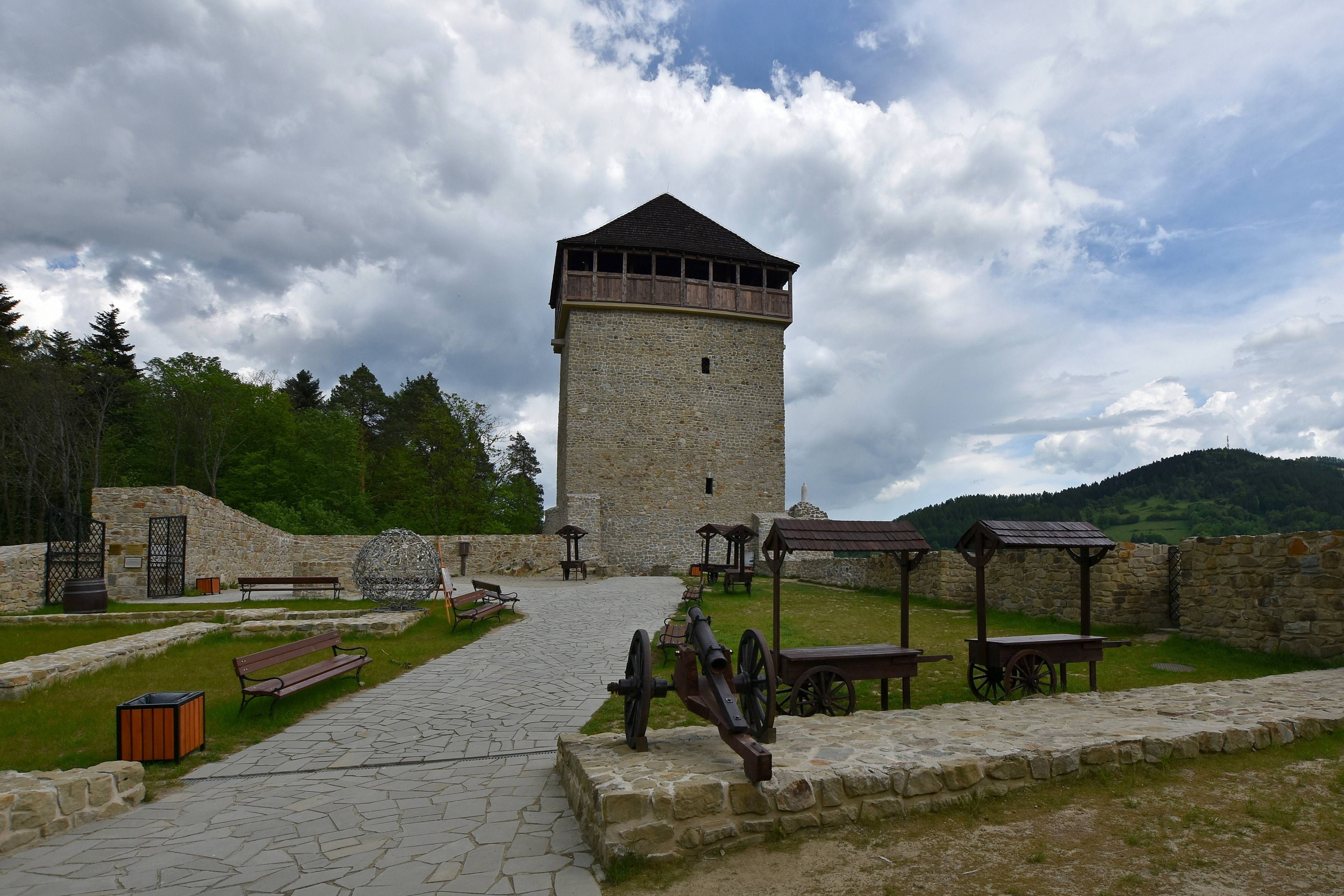
Zamek Starostów Muszyńskich

Powstanie i rozwój Muszyny związane są z pobliskim pograniczem oraz z przebiegającym wzdłuż doliny Popradu starym szlakiem handlowym zwanym „węgierskim”. Pierwszą wzmiankę o tej osadzie spotykamy w akcie nadania z 1209 roku, w którym król węgierski Andrzej II zezwala na pobieranie cła nad rzeką Poprad koło Muszyny proboszczowi Adolfowi ze spiskiej kapituły św. Marcina. W tym czasie osada należała do rodu Niegowickich herbu Półkozic.
Nazwa Muszyna przypuszczalnie pochodzi od potoków, nad którymi było położone miasto. Wilgoć sprawia, że brzegi potoków i rzeczne kamienie porastają mchami. Łacińskie słowo musci – „mchy”, a być może jego odpowiednik w języku wołoskim (por. rum. muschi), dały nazwę zarówno Muszynie, jak i położonej nad tym samym potokiem wiosce Muszynce. Inne hipotezy wywodzą nazwę tej miejscowości od przydomka biskupa krakowskiego Jana Muskaty.
W 1288 miejscowość zostaje zapisana w testamencie przez Wysza, scholastyka kapituły krakowskiej, biskupom krakowskim. W XIV w. król Władysław Łokietek na skutek zatargu z biskupem Muskatą przyłączył te ziemie do królewszczyzny. Przez następnych 80 lat posiadali je kolejni władcy Polski. Muszyna prawa miejskie otrzymała w 1356 od Kazimierza Wielkiego.
30 lipca 1391 roku król Władysław Jagiełło, chcąc sobie zjednać duchowieństwo, darowuje powtórnie tzw. klucz muszyński (dwa miasta i 35 wsi) biskupstwu krakowskiemu. Odtąd ziemie te były traktowane jako samodzielne jednostki administracyjne z własną administracją, wojskiem (piechotą zwaną harnikami) i sądownictwem. Z tego powodu obszar ten nazywany był państwem muszyńskim. W imieniu biskupów rządy sprawowali starostowie, z których najbardziej znany był Stanisław Kempiński (miejscowe liceum ma go za patrona), przyjaciel Jana Kochanowskiego, który imię jego utrwalił we fraszce Do starosty muszyńskiego.
W XV w. nastąpił nagły napływ Wołochów i Rusinów z Zakarpacia i Rumunii (tzw. kolonizacja wołoska). Ludność ta, z czasem nazwana Łemkami, osiedlana była na prawie wołoskim. Byli oni wyznania prawosławnego, czego widocznym śladem są zachowane cerkwie.
W okolicach Muszyny działali podczas powstania konfederaci barscy. Po śmierci marszałka konfederatów Jakuba Bronickiego, 17 kwietnia 1769 w Muszynie wybrano Ignacego Potockiego, starostę kaniowskiego, Marszałkiem Konfederacji Ziemi Sanockiej. Po przejściu jego z marszałkostwa sanockiego na marszałka lwowskiego, na sejmiku w Sanoku 13 listopada 1769. Marszałkiem Konfederacji Ziemi Sanockiej wybrano Filipa Radzimińskiego – starostę dmitrowskiego.
Muszyna wraz z kluczem pozostawała własnością biskupstwa krakowskiego do 1781 r., a po rozbiorach przeszła na rzecz skarbu austriackiego. Mimo że zaborca pozostawił istniejące instytucje, z czasem miejscowość zaczęła podupadać.
W 1876 roku uruchomiono prowadzącą przez miejscowość linię kolejową tarnowsko-leluchowską.
W latach 1975–1998 miasto leżało w województwie nowosądeckim.

## Demografia

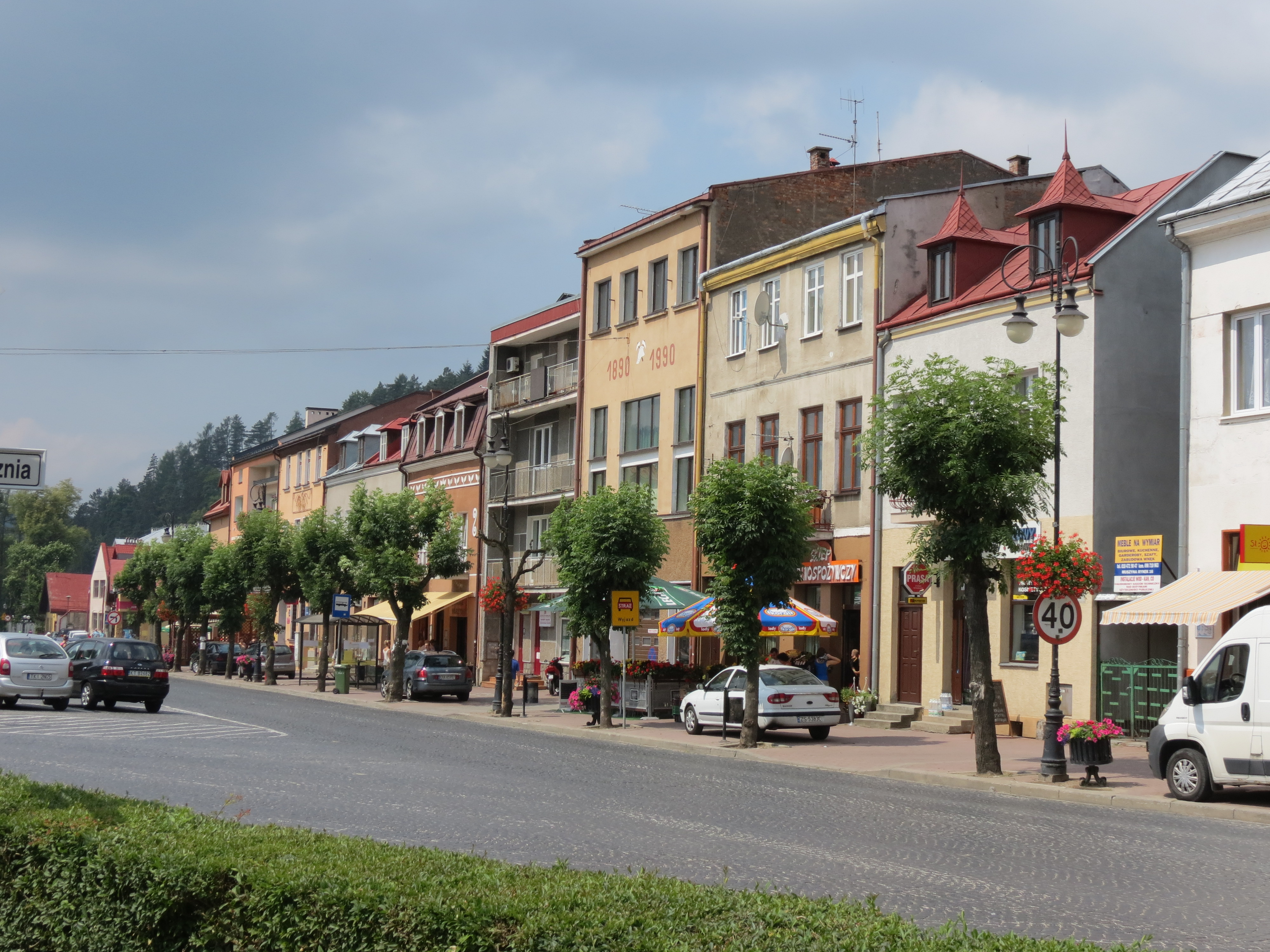
Rynek w Muszynie – pierzeja północno-zachodnia (2013)

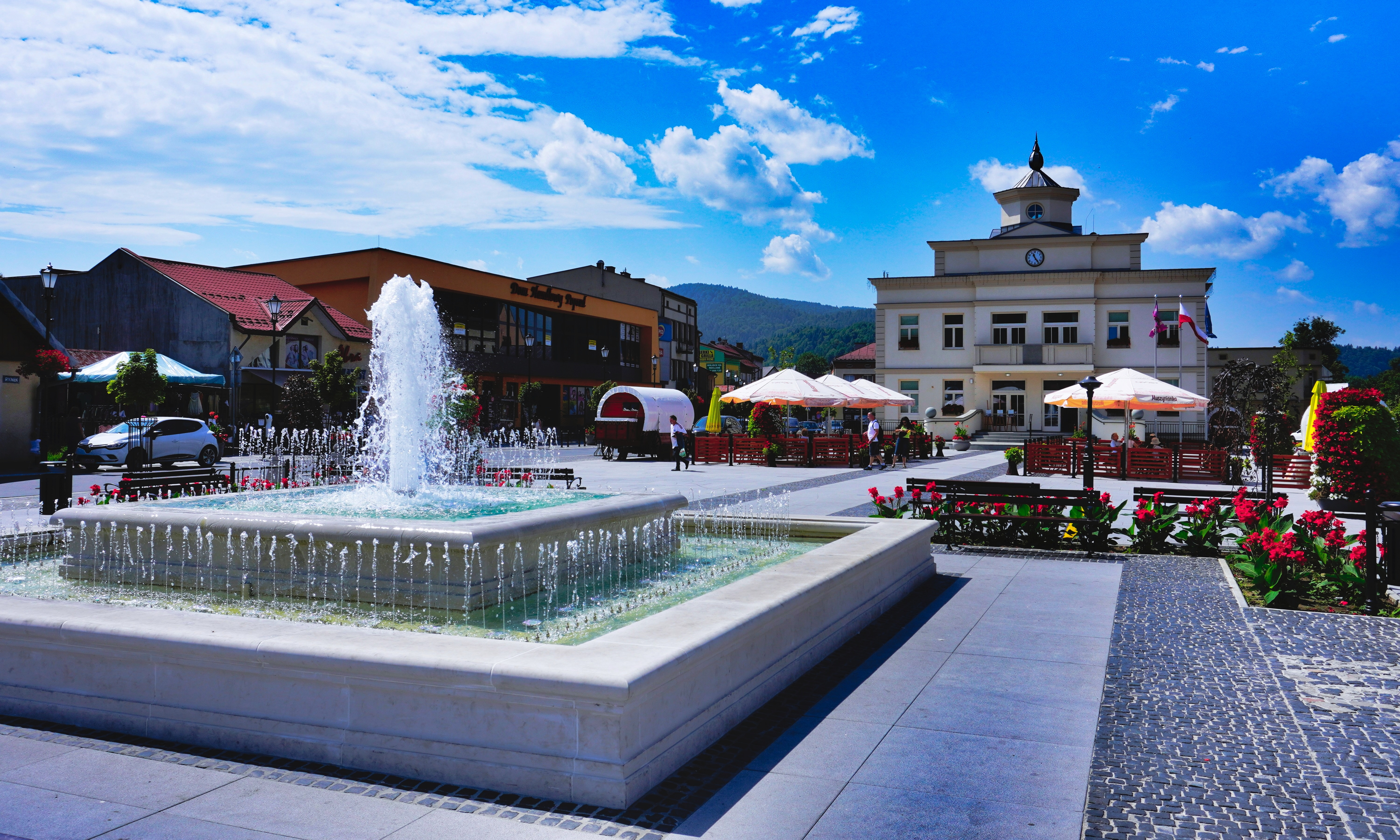
Rynek w Muszynie, widok po remoncie na południe z odbudowanym ratuszem (2021)

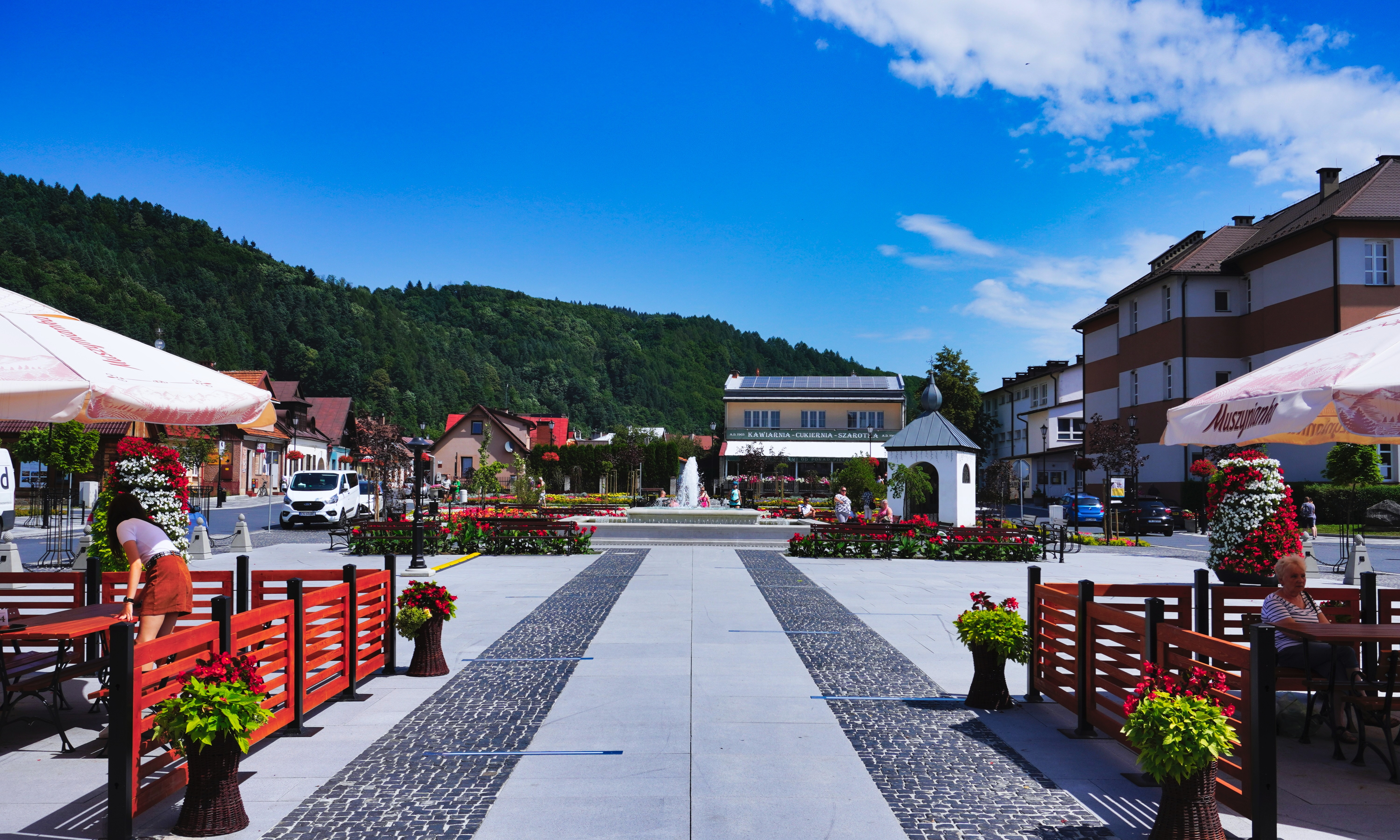
Rynek w Muszynie, widok po remoncie na północ (2021)

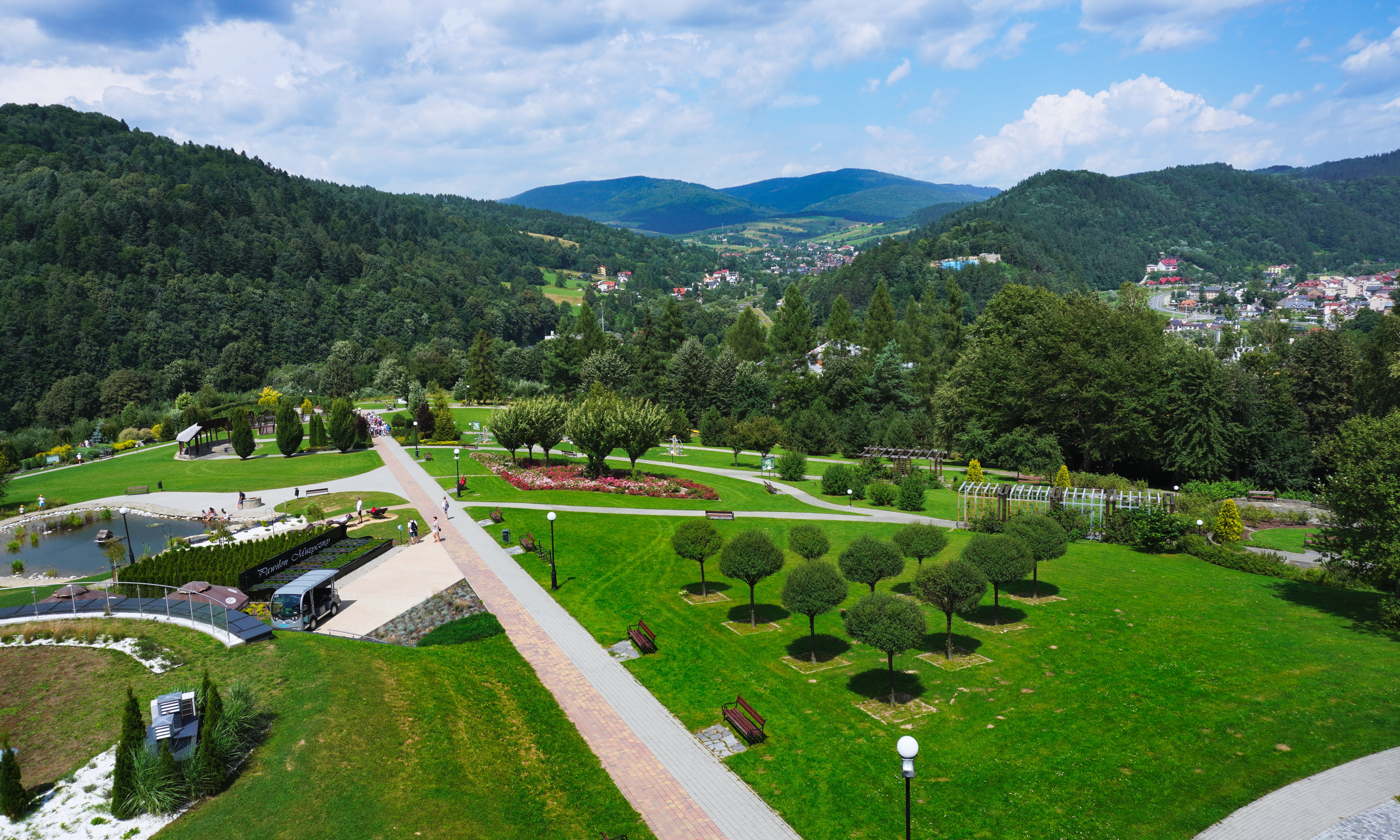
Park Zdrojowy „Zapopradzie”, widok z wieży widokowej na północ, w tle zabudowania Muszyny (z prawej) i Złockiego (pośrodku)

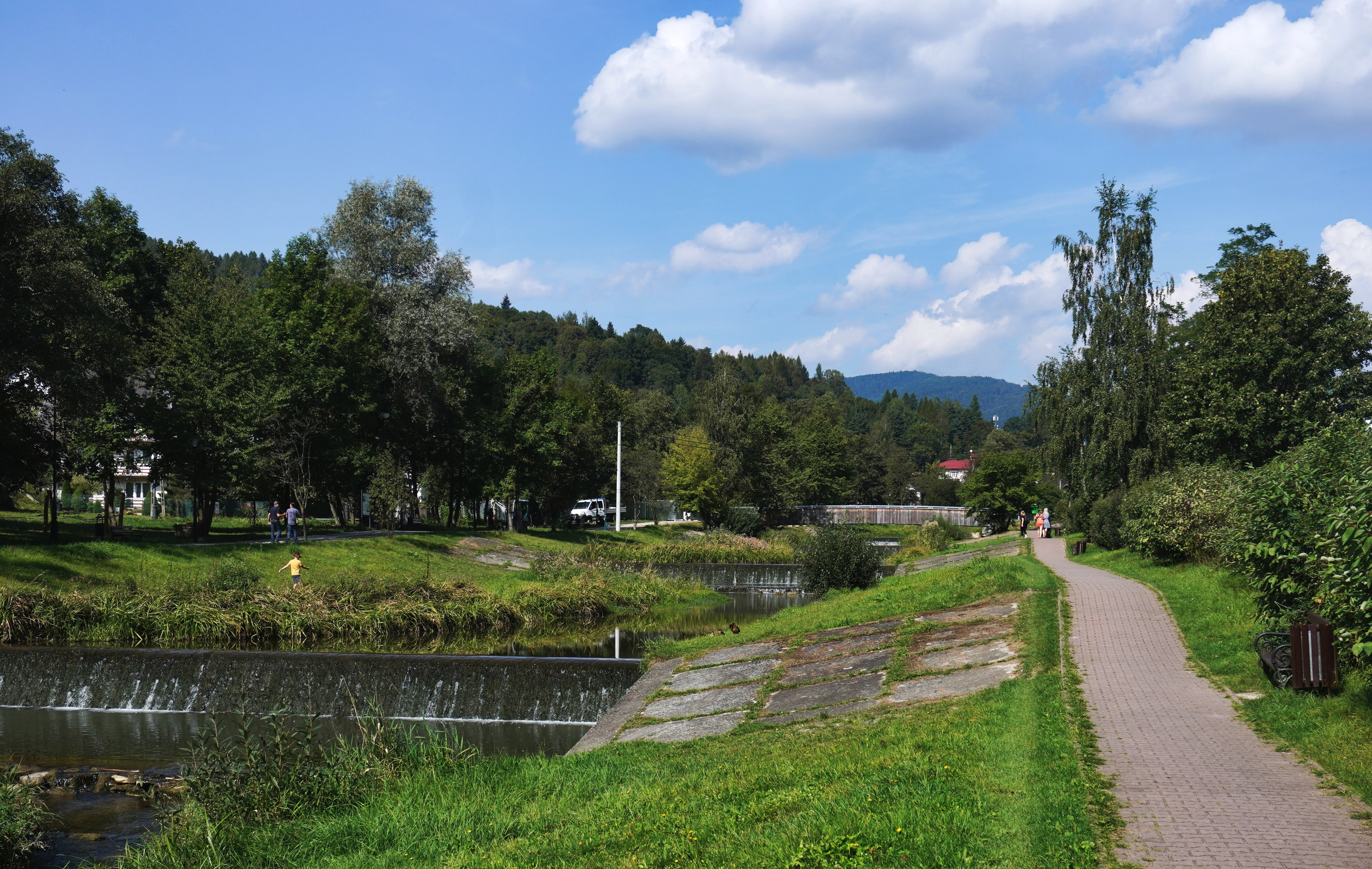
Promenada nad potokiem Szczawnik

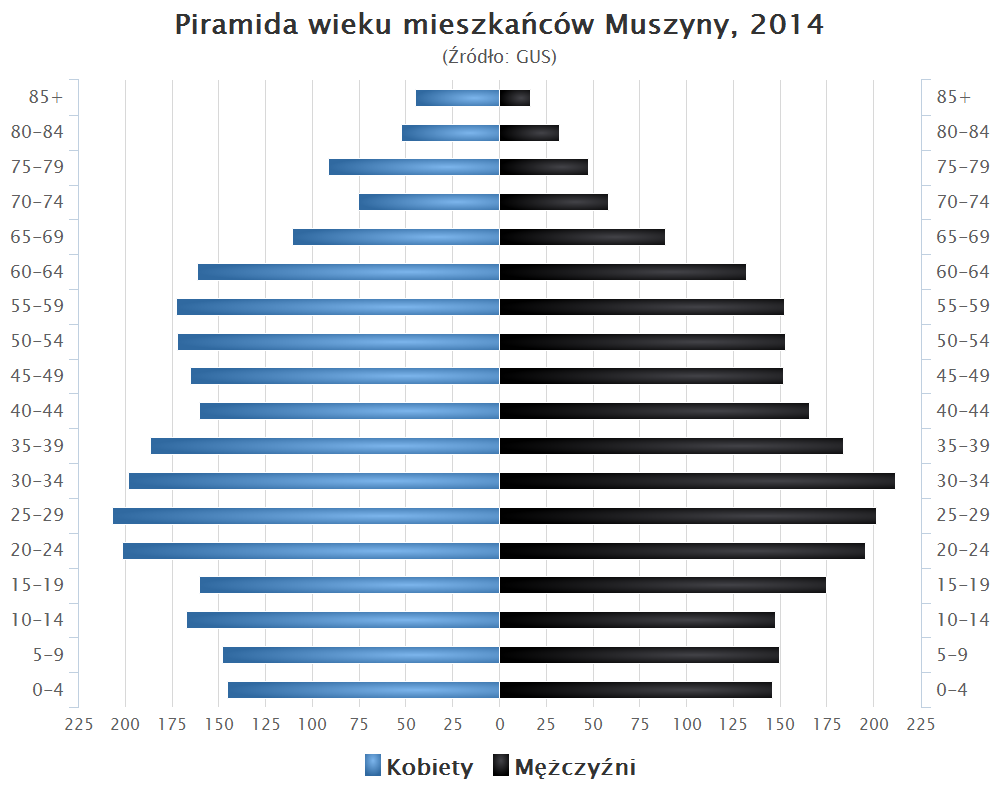
Piramida wieku mieszkańców Muszyny w 2014 roku

Ludność według spisów powszechnych.
| Rok    | 1900 | 1921 | 1931 | 2002 |
| Liczba | 433  | 450  | 566  | 843  |

| Zwierzęta | Konie | Bydło | Owce | Świnie |
| Liczba    | 82    | 830   | 246  | 216    |

## Zabytki

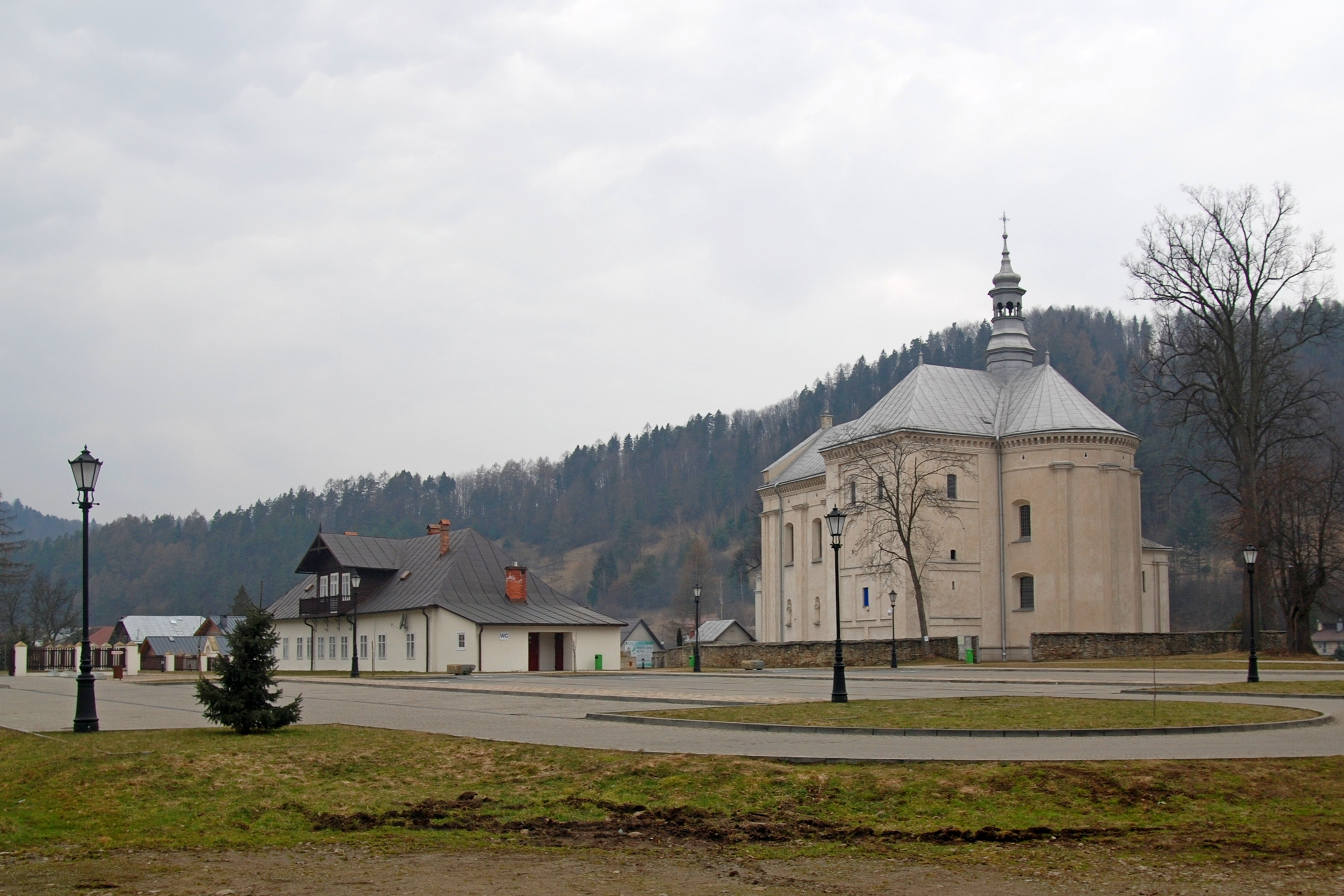
Kościół parafialny pw. św. Józefa w Muszynie

- Ruiny zamku starostów państwa muszyńskiego z XIV w.
- Podzamkowy zespół dworski XVIII/XIX w.: dwór starostów, zajazd z XIX w. (obecnie Muzeum Regionalne PTTK) Państwa Muszyńskiego, kordegarda
- Barokowy kościół obronny Świętego Józefa Oblubieńca z XVII w. z rzeźbami gotyckimi
- Kapliczki św. Jana Nepomucena i św. Floriana na Rynku z przełomu XVII/XIX[potrzebny przypis] w.
- Cmentarz żydowski
- Zabytkowy zespół domów mieszczańskich z XIX/XX w. – ul. Kościelna
- Krzyże z Chrystusem wyciętym sylwetkowo z blachy i pomalowanym[12]

### Pozostałe informacje
- Codziennie o godzinach 8:00, 12:00, 16:00 i 20:00 odgrywany jest z ratusza Hejnał Muszyński
- Muszyna była najmniejszą miejscowością w Polsce z ekstraklasą kobiet w piłce siatkowej (2003–2018)

## Uzdrowisko
W latach 20. XX w. Muszyna w wyniku starań burmistrza Antoniego Jurczaka i dr Seweryna Mściwujewskiego stała się uzdrowiskiem. W 1930 została przyjęta do Związku Uzdrowisk Polskich. W 1932 dokonano odwiertu dwóch pierwszych źródeł mineralnych: Antoni (imię burmistrza Jurczaka) i Wanda (imię żony dr Mściwujewskiego).
Wybuch wojny w 1939 r. i okupacja spowodowały całkowitą dewastację urządzeń uzdrowiskowych. Po okupacji wraz z ustaniem walk zaczęła następować normalizacja. W 1958 r. w Muszynie wznowiono działalność o charakterze uzdrowiskowym. W uzdrowisku leczy się choroby układu oddechowego i układu pokarmowego.
Zasoby leczniczych wód mineralnych są głównym bogactwem Muszyny. Zawierają niezbędne człowiekowi biopierwiastki jak magnez, wapń, sód, potas, żelazo, selen czy lit.

## Kultura i turystyka
W mieście odbywają się następujące cykliczne imprezy:
- Festyn Nad Popradem
- Noc Świętojańska nad Popradem
- Święto Wód Mineralnych
- Jesień Popradzka
- Jarmark Muszyński

Uzdrowisko muszyńskie oferuje turystom możliwość pobytu w sanatoriach, zakładach przyrodoleczniczch, pensjonatach i licznych domach wypoczynkowych. Niewątpliwą atrakcją jest możliwość bezpłatnego korzystania z ogólnodostępnych pijalni wód mineralnych oraz z sezonowych punktów czerpalnych wód mineralnych. Poza tymi atrakcjami w Muszynie znajduje się kompleks basenów oraz lodowisko. W dzielnicy uzdrowiskowej Zapopradzie znajduje się Park Zdrojowy z ogrodami sensorycznymi oraz nowym placem zabaw.
Na terenie miasta w bezpośrednim sąsiedztwie miejscowości Milik znajduje się rezerwat przyrody Las Lipowy Obrożyska o powierzchni 100,38 ha, utworzony w 1957 r.
W 2008 r. Muszyna została połączona systemem 10 wyciągów narciarskich z ośrodkiem w Wierchomli Małej.

## Bezpieczeństwo i porządek publiczny
W Muszynie znajduje się ośrodek zdrowia, a także komisariat policji przy ulicy Zielonej i posterunek Straży Ochrony Kolei przy stacji kolejowej Muszyna.

### Ochotnicza Straż Pożarna w Muszynie
Ochotnicza Straż Pożarna w Muszynie oficjalnie powstała w 1883 roku, ale pierwszy statut jednostki został spisany w 1890 roku. W 1997 roku jednostka została włączona do krajowego systemu ratowniczo-gaśniczego w ramach KSRG; specjalizuje się w:
- ratownictwo techniczne,
- ratownictwo chemiczno-ekologiczne,
- ratownictwo wodne,
- ratownictwo wysokościowe.

Posiada dwa samochody GBARt 2,5/16 Mercedes-Benz Atego oraz Nissan Navara.

### Ochotnicza Straż Pożarna w Muszynie Folwarku
Ochotnicza Straż Pożarna w Muszynie Folwarku została założona w 2003 roku.
W 2018 roku OSP została włączona do Krajowego Systemu Ratowniczo-Gaśniczego. Posiada 2 samochody pożarnicze: Iveco Eurocargo GBARt 2,5/16 oraz GLM  Mercedes-Benz 508 D.
Specjalizuje się w:
- ratownictwo wodne

## Szlaki turystyki pieszej i rowerowej
-  Muszyna – Złockie – Jaworzyna (1114 m n.p.m.) – Krynica-Zdrój – Huzary (864 m n.p.m.) – Mochnaczka Niżna – Lackowa (997 m n.p.m.) – Wysowa-Zdrój (Szlak Wincentego Pola)
-  Muszynka – Rezerwat przyrody Okopy Konfederackie – Wojkowa – Muszyna – Szczawnik – Pusta Wielka (1061 m n.p.m.) – Żegiestów
-  turystyczna Pętla Muszyńska

## Sport i rekreacja
Kluby sportowe:

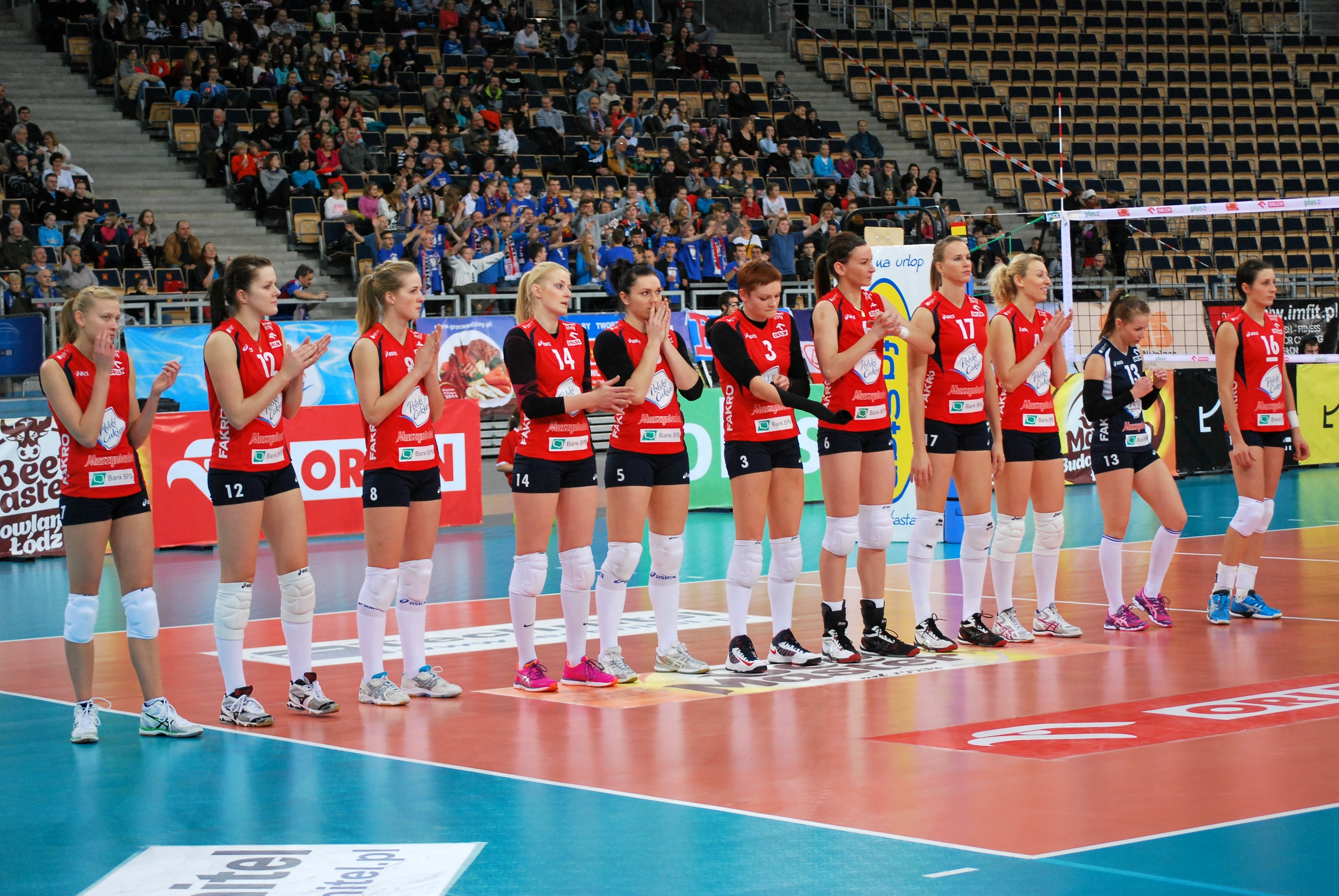
Bank BPS Muszynianka Fakro (poprzednio MKS Muszynianka Muszyna), 2013

- Bank BPS Muszynianka Fakro (poprzednio MKS Muszynianka Muszyna) – siatkówka kobiet, ekstraklasa (obecnie pod nazwą OrlenLiga); klub osiągnął Mistrzostwo Polski w sezonach 2005/06, 2007/08, 2008/09, 2010/11; w 2018 roku klub ogłosił upadłość oraz wycofał się z ekstraklasy[17]

- Poprad Muszyna – piłka nożna, IV liga gr. małopolska[18]

## Współpraca międzynarodowa
Miasta partnerskie:
| - Arnutovce, Słowacja - Bardejów, Słowacja - Čirč, Słowacja - Dubovica, Słowacja - Kamenica, Słowacja - Legnawa, Słowacja - Lenartov, Słowacja - Lipany, Słowacja - Litmanowa, Słowacja - Ľubotín, Słowacja - Mały Lipnik, Słowacja - Rožkovany, Słowacja - Sabinov, Słowacja - Spišský Štvrtok, Słowacja - Lubowla (Słowacja), Słowacja - Sulin (Słowacja), Słowacja - Drużbaki Wyżne, Słowacja |